# Dompierre-sur-Helpe
Dompierre-sur-Helpe is een gemeente in het Franse Noorderdepartement (Frans: département du Nord) (regio Hauts-de-France). De plaats maakt deel uit van het arrondissement Avesnes-sur-Helpe. In de gemeente ligt spoorwegstation Dompierre. Dompierre-sur-Helpe telde op 1 januari 2022 837 inwoners.

## Geografie
De oppervlakte van Dompierre-sur-Helpe bedroeg op 1 januari 2022 13,2 vierkante kilometer; de bevolkingsdichtheid was toen 63,4 inwoners per km².

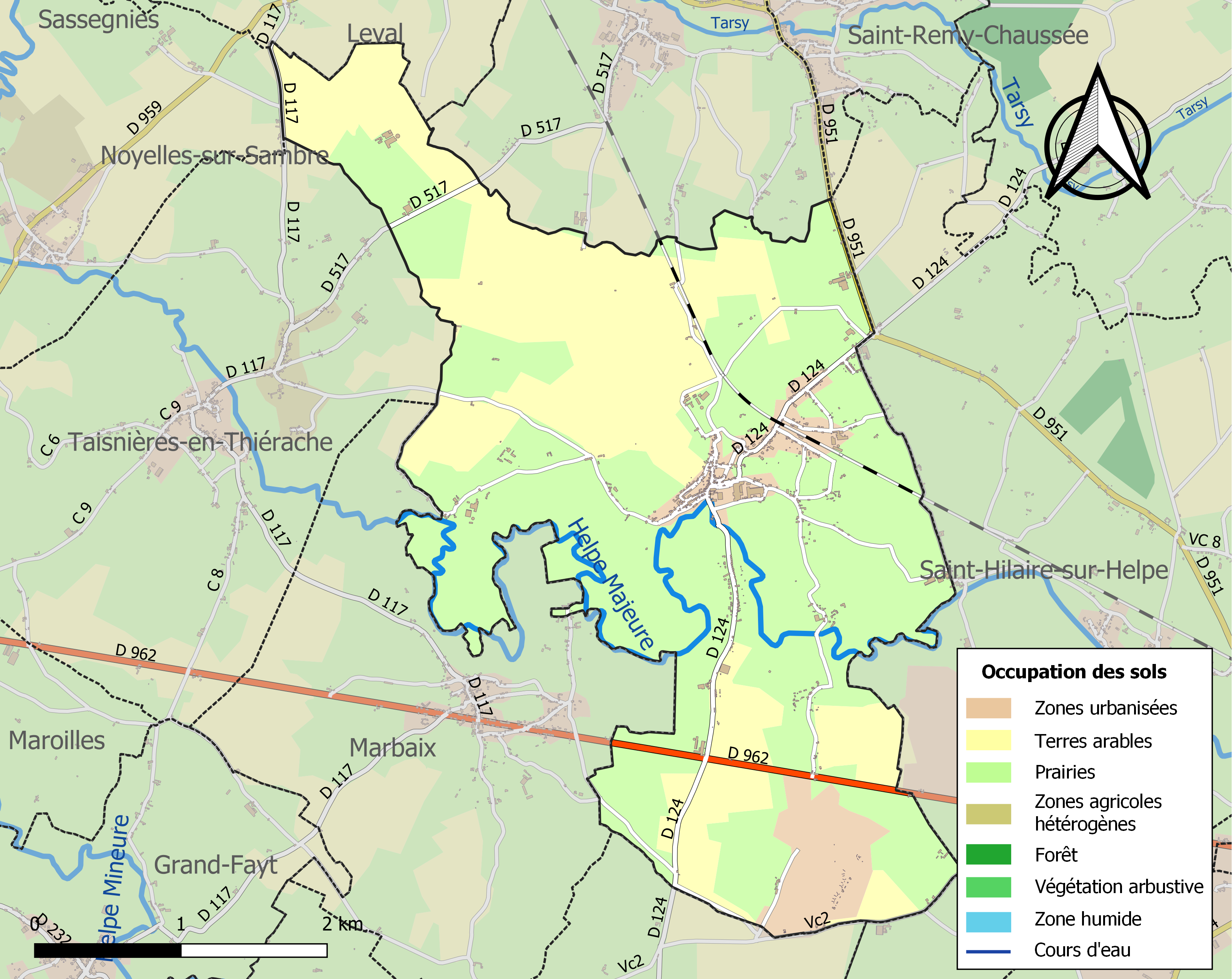
Kaart van de gemeente met belangrijkste infrastructuur, bodemgebruik en omliggende gemeenten

## Demografie
Onderstaande figuur toont het verloop van het inwonertal (bron: INSEE-tellingen).